# Zamkowe Spotkania Chóralne
Zamkowe Spotkania Chóralne – impreza kulturalna odbywająca się od 1996 do 2005 w Głogowie.
Pierwsze spotkania odbyły się z inicjatywy Bogusława Wróblewskiego, Leszka Rybaka, Ryszarda Głąbińskiego i Mirosława Strzęciwilka, członków Głogowskiej Akcji Katolickiej istniejącej przy Parafii św. Klemensa. Od 1998 organizatorem i gospodarzem tej imprezy jest Stowarzyszenie „Chór Beati Cantores”.
Od początku trwania imprezy na dziedzińcu i w salach Zamku Książąt Głogowskich, a także w Kolegiacie, zaprezentowało się 20 zespołów z różnych miast Polski oraz z Langenhagen, partnerskiego miasta w Niemczech.
Występowały chóry żeńskie, męskie i mieszane, którym niejednokrotnie towarzyszyły zespoły muzyczne lub pianista. Repertuar wykonywany podczas Zamkowych Spotkań Chóralnych był urozmaicony. Chóry prezentowały utwory od średniowiecza po muzykę współczesną, sakralne i świeckie, ludowe i rozrywkowe, gospel i cerkiewne.
W 2005 odbyły się ostatnie jubileuszowe X Spotkania, które od 2006 przybrały formułę konkursu. Stowarzyszenie „Chór Beati Cantores” był w latach 2006-2008 organizatorem Dolnośląskiego Festiwalu Chórów „Silesia Cantat”, w 2010 r. przekształconym w Ogólnopolski Festiwal Chórów „Silesia Cantat”.

## Zamkowe Spotkania Chóralne w liczbach
- 8 – edycji organizowanych przez chór „Beati Cantores"
- 11 – miast z których przyjechały chóry
- 18 – godzin muzyki
- 20 – chórów
- 27 – firm i instytucji wspierających
- 273 – dotychczas wykonanych utworów
- ok. 600 – chórzystów
- ok. 1200 – słuchaczy

## Uczestnicy
- wrzesień 1996: Chór Mieszany z Leszna, Chór Kameralny „Madrygał” z Legnicy, Chór „Gaudeamus” z Głogowa
- czerwiec 1997: Chór Kameralny „Madrygał” z Legnicy, Chór „Gaudeamus” z Głogowa
- czerwiec 1998: Chór Męski „Cantilena” z Wrocławia, Chór Kameralny „Madrygał” z Legnicy
- październik 1999: Chór Męski „Arion” z Poznania, Chór im. Berezowskiego z Legnicy, Poznański Chór Katedralny
- czerwiec 2000: Chór Męski „Arion” z Poznania, Chór Kameralny „Madrygał” z Legnicy
- czerwiec 2001: Górniczy Chór Męski z Lubina, Chór Nauczycielski „Bacalarus” ze Złotoryi, Zespół Kameralny PSM II st. im. Franciszka Liszta w Głogowie
- październik 2002: Chór Mieszany im. Stanisława Moniuszki z Poznania, Chór Męski „Arion” z Kościana, Chór Parafii Prawosławnej Św. Trójcy z Lubina
- czerwiec 2003: Chór Akademicki Uniwersytetu Zielonogórskiego „Cantus Juvenilis”,  Chór „Langenhagener Singkreis” z Langenhagen – Niemcy, Chór „Paradiso” ze Świętej Góry w Gostyniu
- wrzesień 2004: Chór Męski „Harmonia” z Krobi, Chór „Aria” z Przemkowa, Żeński Chór „Concentio” ze Śremu, Głogowski Kwartet Smyczkowy „Ad libitum"
- czerwiec 2005: Chór Świętogórski z Gostynia, Chór Mieszany „Madrygał” z Legnicy, Chór Męski „Arion” z Poznania, Żeński Chór „Concentio” ze Śremu, Chór Uniwersytetu Zielonogórskiego.
- corocznie na spotkaniach występował ich gospodarz – chór „Beati Cantores” z Głogowa.